# Joseph Philippovich von Philippsberg

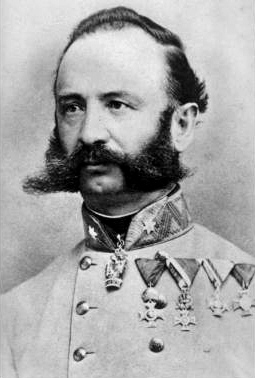
Joseph Philippovich

Joseph Philippovich von Philippsberg (n. 1818, Gospić - d. 6 august 1889, Praga) a fost un general austriac cu rădăcini într-o veche familie creștină bosniacă, văr primar cu economistul și profesorul universitar vienez Eugen Philippovich.
În iulie 1878 a avut comanda trupelor care au intrat în Bosnia, acțiune militară care s-a finalizat prin anexarea Bosnei de către Austro-Ungaria.
În decembrie 1880 a fost numit comandant al corpului 8 al Armatei Austro-Ungare, cu sediul în Praga.

## Distincții
În data de 2 mai 1879 a fost decorat cu Ordinul Maria Terezia.